# Lycosa narbonensis
Lycosa narbonensis este o specie de păianjeni din genul Lycosa, familia Lycosidae, descrisă de Walckenaer, 1806. Conține o singură subspecie: L. n. cisalpina.